# Железный Ковбой
Ковбой (Блокпост — Крутизна 1.57,2) — рыжий жеребец орловской рысистой породы. Родился в 1984 году в Пермском конном заводе.
Промеры: 159-163-188-20,5, экспертная оценка типа и экстерьера 3.93.
До настоящего времени является абсолютным рекордистом среди всех пород рысаков, рожденных в СССР и России.
Пал 4 февраля 2013 года, в возрасте 29 лет.

## Анализ родословной
Отец: БЛОКПОСТ 2.03.4; 3.17.9:4.22.6, гнедой, 1977 гр., дал 15 рысаков резвее 2.10, 2 — класса 2.05;
лучшие:
- Ковбой 1.57,2 — абсолютный рекордист России и СНГ,
- Бублик 2.04 — победитель приза Барса,
- Плейбой 2.05,6 — победитель приза Барса,
- Побег 2.06 — победитель приза Барса в Киеве и др.

Мать: КРУТИЗНА 2.26.5, гнедая, 1967 г.р., прожила 26 лет, за 20 лет дала 17 жеребят, из них 14 испытаны,
лучшие:
- Ковбой 1.57,2 (от Блокпоста)
- Кипр 2.03,5; 3.11,8; 4.17,6 (от Помпея), «четырёхкратный дербист», производитель
- Кастет 2.10 (от Светляка)
- Косуля 2.12,8 (от Светляка), дала Колпу 2.10,7 (от Помпея)
- Крепость 2.17,4 (от Пиона), дала Крепь 2.24,1 (от Помпея)
- Купон 2.17,9 (от Прогона)

Мать матери: КАЛИНА 2.22. гнедая. 1956 Г. Р.. за 7 лет дала 6 жеребят, испытано 4, в том числе:
- Клетка 2.19,8 (от Темпа)
- Капля 2.19,4 (от Паруса), дала Каморку 2.39 (от Магнита), мать Кукана 2.06,9 (от Кубика) — победителя приза Барса в Раменском
- Капель 3.02,8 (от Паруса)
- Крутизна 2.26,5 (от Зыбуна)

## Беговая карьера
Начало беговой карьеры Ковбоя приходится на весну 1986 года.

### Первый беговой сезон
- В мае, в призе седьмой группы он был первым со временем 2.45,2.
- В июне выиграл Вступительный Орловский приз со временем 2.21,2.
- Осенью им был выигран приз Улова со временем 2.20,6.

Всего в первый беговой сезон Ковбоем было выиграно 9 стартов из 14.

### Второй беговой сезон
Второй беговой сезон принес Ковбою 10 побед из 18 с лучшей резвостью 2.08,7.
Завершил свою беговую карьеру Ковбой с рекордами:
1600 −1.57,2
2400 −3.06,8
3200 −4.18,6

## Дети от Ковбоя
За свою долгую жизнь Ковбой подарил нам много отличнейших представителей породы:
- Три двухлетних рекордиста орловской породы Колок (2.13,9), Кекс (2.13,0), Банкет (2.11,3);
- Четыре победителя Большого Трёхлетнего орловского приза - Конкорд, Колок, Князёк и Дробовик;
- Ставшего резвейшим среди орловских рысаков в 2000 году Кекса (2.04,5);
- В 2005 году победителем приза "Барса" стал Канюк